# Cryptomnésie
 (décembre 2016).

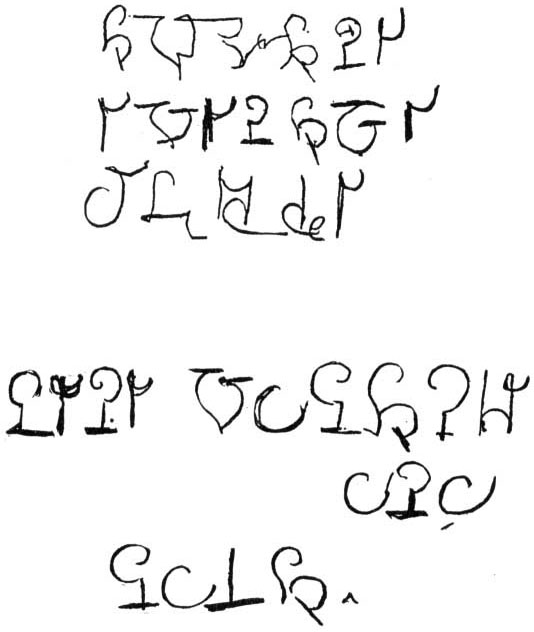
Exemple d'écriture automatique

La cryptomnésie, du grec kruptos « caché », « secret » et mnémè « mémoire », « souvenir », littéralement « souvenir caché », est un biais mémoriel par lequel une personne a l'impression erronée d'avoir produit une pensée (une idée, une chanson, une plaisanterie), alors que cette pensée a été en réalité produite par quelqu'un d'autre. La cryptomnésie peut conduire au plagiat involontaire dont l'auteur fait une expérience amnésique qu'il ne peut distinguer d'une inspiration nouvelle.